# أسباب الانتفاضة الأولى
الانتفاضة الأولى كانت ثورة فلسطينية عفوية ضد الاحتلال الإسرائيلي بين عامي 1987 و1993. وقد تم اقتراح مجموعة من العوامل التي ساهمت في اندلاع الانتفاضة.

## الخلفية
في 9 كانون الأول/ديسمبر 1987، صدم سائق شاحنة إسرائيلي أربعة فلسطينيين في مخيم جباليا للاجئين مما أدى إلى استشهادهم. وأثارت هذه الحادثة أكبر موجة من الاضطرابات الفلسطينية منذ بدء الاحتلال الإسرائيلي في عام 1967، فكانت شرارة الانتفاضة الأولى. خلال المراحل الأولى، تميزت الانتفاضة إلى حد كبير بحملة غير عنيفة، مع إجراءات شملت الإضرابات العمالية، والإضرابات الضريبية، ومقاطعة السلع الإسرائيلية، ومقاطعة المؤسسات الإسرائيلية، والمظاهرات، وإنشاء الفصول الدراسية والتعاونيات السرية، ورفع علم فلسطين المحظور، والعصيان المدني. كانت هذه التحركات بقيادة قيادة لامركزية تتألف من المنظمات الشعبية لمنظمة التحرير الفلسطينية، مثل النقابات العمالية، ومجالس الطلاب، ولجان المرأة، والتي نظمت نفسها في القيادة الوطنية الموحدة للانتفاضة (UNLU)، والتي كانت في الغالب خارج سيطرة قيادة منظمة التحرير الفلسطينية المباشرة، والتي كانت في الغالب في المنفى أو مسجونة (أو قُتلت على يد القوات الإسرائيلية على مدى السنوات السابقة).
ردت الحكومة الإسرائيلية على اندلاع الانتفاضة بحملة قمع قاسية، مع تعهد وزير الدفاع إسحاق رابين بقمعها باستخدام "القوة والجبروت والضرب"، بما في ذلك إصدار أوامر للجنود الإسرائيليين بكسر عظام المتظاهرين الفلسطينيين، وفرض إغلاق واسع النطاق على المدن الفلسطينية، والاعتقالات الجماعية، وهدم المنازل الفلسطينية. خلال المراحل الأخيرة من الانتفاضة، ومع إلحاق القمع الإسرائيلي أضراراً بالغة بالاقتصاد والمعنويات الفلسطينية، ومع محاولة قيادة منظمة التحرير الفلسطينية في المنفى فرض سيطرة أكبر على الانتفاضة يومياً، بدأت القيادة الوطنية الموحدة للجيش الفلسطيني تفقد السيطرة على الانتفاضة وأصبحت الانتفاضة أكثر عنفاً خلال مراحلها الأخيرة، بما في ذلك العنف السياسي الداخلي الفلسطيني ضد المتعاونين المزعومين. وبحلول نهاية الانتفاضة، كانت القوات الإسرائيلية قد قتلت أكثر من ألف فلسطيني وأصابت أكثر من مائة ألف آخرين، كما قتل الفلسطينيون نحو مائتي إسرائيلي. انتهت الانتفاضة الأولى بعدة مفاوضات سلام رفيعة المستوى، بما في ذلك مؤتمر مدريد عام 1991 واتفاقيات أوسلو عام 1993.

## نظرة عامة على الأسباب
يحدد إيان لوستيك أربعة موضوعات مشتركة في تفسير اندلاع الانتفاضة الأولى: "انفجار ناجم عن اليأس المكبوت والإذلال"، والانتفاضة باعتبارها "امتداداً استراتيجياً لنضال منظمة التحرير الفلسطينية من أجل تحقيق التحرير الوطني الفلسطيني"، والانتفاضة "انبثقت من المنظمات الشعبية النشطة في الأراضي الفلسطينية خلال العقد السابق وتمت صياغتها على غرار هذه المنظمات"، و"انعكاس للتغيرات في السياسة الإسرائيلية وسياساتها تجاه الأراضي الفلسطينية".
وفقًا للموسوعة البريطانية، "كانت الأسباب المباشرة للانتفاضة الأولى هي تكثيف إسرائيل مصادرة الأراضي وبناء المستوطنات في الضفة الغربية قطاع غزة بعد فوز حزب الليكود اليميني في الانتخابات عام 1977؛ وتزايد القمع الإسرائيلي ردًا على تصاعد الاحتجاجات الفلسطينية في أعقاب الغزو الإسرائيلي للبنان عام 1982؛ وظهور جيل جديد من النشطاء الفلسطينيين المحليين الذين تحدوا قيادة منظمة التحرير الفلسطينية، وهي عملية ساعدتها محاولات إسرائيل المكثفة لكبح النشاط السياسي وقطع روابط منظمة التحرير الفلسطينية بالأراضي المحتلة في أوائل الثمانينيات؛ وردًا على غزو لبنان، ظهور معسكر سلام قوي في الجانب الإسرائيلي، والذي اعتقد الكثير من الفلسطينيين أنه يوفر أساسًا لتغيير السياسة الإسرائيلية. مع وجود الدافع والوسائل والفرصة المتوقعة، لم يكن مطلوبًا سوى مُعجِّل لبدء انتفاضة."

## العوامل الاجتماعية والاقتصادية

### تراجع جودة الحياة في الأراضي الفلسطينية
وفقًا لأدن تيدلا من قاعدة بيانات العمل اللاعنفي العالمي، "بدأ استياء الفلسطينيين من جودة ظروفهم المعيشية وافتقارهم إلى الاستقلال السياسي والاقتصادي في التصاعد" خلال الثمانينيات، مشيرًا إلى عوامل مثل إنشاء مئات من نقاط التفتيش في جميع أنحاء فلسطين من قبل الجيش الإسرائيلي، وإلزام الفلسطينيين بحمل بطاقات هوية للسفر بين المجتمعات الفلسطينية، والضرائب الباهظة التي فرضتها الإدارة المدنية الإسرائيلية على الواردات والصادرات الفلسطينية، وإلزام الفلسطينيين بدفع الضرائب للدولة الإسرائيلية، وانخفاض أجور الفلسطينيين مقارنة بالإسرائيليين، ونقص متزايد في الأراضي الصالحة للزراعة المتاحة للفلسطينيين. في مراجعة لكتاب زئيف شيف وإيهود يعاري الصادر عام 1990 بعنوان "الانتفاضة: الانتفاضة الفلسطينية – الجبهة الثالثة لإسرائيل"، يقول إيان لوستيك ‏ إن "تفسير شيف وياري للانتفاضة يُبرز الغضب المتراكم للاجئين والعمال والمزارعين الفلسطينيين. ويُشددان تحديدًا على الظروف القاسية في مخيمات اللاجئين بغزة، والتهديدات الجديدة المُخيفة بتحويل بعض ما تبقى من موارد المزارعين المائية إلى المستوطنين الإسرائيليين، فضلًا عن مرارة الفلسطينيين العاملين داخل إسرائيل جراء الإهانات الروتينية التي يُلحقها بهم الجنود ورجال الشرطة وحرس الحدود".
وبحسب نادية ناصر النجاب من جامعة إكستر وغسان الخطيب من جامعة بيرزيت، فإن تطبيق سياسة القبضة الحديدية ــ "سلسلة من الحملات القمعية والمهينة في الأراضي الفلسطينية المحتلة، بما في ذلك تصعيد عمليات هدم المنازل والترحيل وإغلاق المدارس بشكل تعسفي ومختلف أشكال العقاب الجماعي" ــ من جانب الحكومة الإسرائيلية في منتصف الثمانينيات من القرن العشرين، أثر "على كل جانب تقريبا من جوانب الحياة اليومية الفلسطينية". وفقًا معين رباني من معهد الدراسات الفلسطينية وليزا حجار ‏ من جامعة كاليفورنيا في سانتا باربرا، فإن الحكومة الإسرائيلية جعلت من غير القانوني للفلسطينيين "رفع العلم الفلسطيني أو قراءة الأدبيات "التخريبية" أو عقد مؤتمر صحفي دون إذن. أحد الأوامر العسكرية الإسرائيلية في الضفة الغربية يجعل من غير القانوني للفلسطينيين قطف وبيع الزعتر البري (لحماية احتكار عائلة إسرائيلية لإنتاج العشبة)"، و"ساهمت إسرائيل بمبلغ 240 مليون دولار كمساعدات واستثمارات للأراضي المحتلة في عام 1987 لكنها استعادت 393 مليون دولار من الضرائب. خلال 20 عامًا من الحكم الإسرائيلي من 1967 إلى 1987، دفع السكان لإسرائيل "ضريبة احتلال" صافية قدرها 800 مليون دولار، أي 2.5 مرة أكثر من إجمالي استثمار الحكومة الإسرائيلية في الأراضي خلال تلك الفترة".

### معاناة الاقتصاد الفلسطيني
وفقًا لكينيث دبليو. شتاين من جامعة إيموري، "اندلعت الانتفاضة في بيئة اقتصادية عانى فيها العديد من الفلسطينيين من الطبقتين المتوسطة والفقيرة من ضائقة مالية شديدة لسنوات عديدة. وقد تسبب الانخفاض الحاد في الأسعار، لا سيما في قطاع الزراعة، وتوقف الأسواق الدولية، في ضغوط هائلة على الاقتصاد المحلي. ورغم وجود مصادر تقليدية لاستيراد رأس المال إلى فلسطين في السنوات السابقة، إلا أنها تقلصت بشدة بسبب التغيرات في الظروف الإقليمية والدولية."
وفقًا لليلى فرسخ من جامعة ماساتشوستس في بوسطن، فإن الفترة بين عامي 1967 و1990 "شهدت اندماجًا اقتصاديًا للضفة الغربية وغزة في إسرائيل من خلال التجارة وتدفقات العمالة. عمل ما بين 35 و40% من القوى العاملة الفلسطينية في إسرائيل خلال هذه الفترة، مما ساهم بشكل كبير في مضاعفة دخل الفرد الفلسطيني، ولكن أيضًا في الانكماش التدريجي للقطاعات الاقتصادية الرئيسية (الزراعة والصناعة والخدمات)، والتي لم تتمكن من النمو بشكل مستدام واستجابة للطلب والعرض الفلسطيني وليس الإسرائيلي. في ذلك الوقت، وُصف النمو الاقتصادي الفلسطيني في المقام الأول بأنه "متوقف"، أي أقل من طاقته أو منحرف، مما يعني أن النمو كان مرتبطًا بالطلب الإسرائيلي وصادرات العمالة بدلاً من الطلب المحلي والتوظيف". كتبت إريكا ج. ألين أن "إسرائيل سعت إلى استخدام القوى العاملة الفلسطينية الرخيصة نسبيًا في القطاعات كثيفة العمالة في اقتصادها، وتحويل الأراضي إلى سوق كبيرة للمنتجات الإسرائيلية، الأمر الذي استلزم منع تطوير قاعدة صناعية وتصنيعية محلية بين الفلسطينيين المقيمين. ومن عواقب السياسة الاقتصادية الإسرائيلية تراجع القاعدة التقليدية للمجتمع الفلسطيني، التي يغلب عليها الطابع الزراعي، وظهور قوة عاملة مهاجرة كبيرة في أوائل ومنتصف سبعينيات القرن العشرين، تعتمد على العمل في إسرائيل لكسب عيشها".
وفقًا لإيتان عليمي من الجامعة العبرية في القدس، فإن "فتح السوق الإسرائيلية أمام العمال الفلسطينيين، وتعرّف العديد من الفلسطينيين على الديمقراطية الإسرائيلية وإتقانهم اللغة العبرية، مع أن النظام السياسي الإسرائيلي كان مغلقًا تمامًا أمام مشاركة الفلسطينيين، شكّل، إلى حد كبير، أشكال وملامح أي مقاومة فلسطينية ذاتية التوليد في المستقبل". ووفقًا لإريكا ج. ألين، "كان غالبية العمال المهاجرين الفلسطينيين يتنقلون يوميًا إلى إسرائيل، حيث واجهوا مستويات جديدة من الرخاء الاقتصادي والحريات الاجتماعية والسياسية. في الوقت نفسه، وبالمقارنة مع نظرائهم الإسرائيليين، كان العمال الفلسطينيون يتقاضون أجورًا أقل، ويحصلون على مزايا أقل، ويُمنعون من العمل في وظائف تتطلب مهارات أعلى وأجورًا أعلى".

### التغيير الجيلي
وفقًا لأدن تيدلا من قاعدة بيانات العمل اللاعنفي العالمية، "في عام 1988، كان 59 بالمائة من سكان غزة دون سن التاسعة عشرة، ولم يعرف الكثير من هؤلاء الشباب الحياة إلا في ظل الاحتلال الإسرائيلي. أراد هؤلاء الشباب المحبطون مقاومة الهيمنة الإسرائيلية، وشعر الكثير منهم أن الأجيال الأكبر سنًا قد اعتادت على الاحتلال كثيرًا." صرح أبراهام سيلا من معهد هاري إس ترومان لأبحاث تقدم السلام أن "محرضي الانتفاضة يمثلون جيلًا نشأ في ظل الاحتلال الإسرائيلي، بكل تناقضاته الداخلية: بين "احتلال مستنير" وتهديد الاستيطان اليهودي."
وفقًا لنادية ناصر النجاب من جامعة إكستر وغسان الخطيب من جامعة بيرزيت، في ثمانينيات القرن الماضي، "سعى جيل ناشئ بنشاط إلى تطوير أساليب واستراتيجيات مقاومة جديدة يمكن من خلالها تحدي الاحتلال بشكل مباشر. وقد دفع هذا عناصر داخل منظمة التحرير الفلسطينية إلى التعبير عن قلقهم من تعرض تفوقها الثوري لتحدي غير مباشر". ونقلت صحيفة نيويورك تايمز عن الكاتب الفلسطيني جميل حماد في أواخر ديسمبر 1987 قوله: "أبنائي مختلفون تمامًا عن جيلي. لم يشهدوا هزيمة العرب عام 1967، لذا فهم لا يعانون من عقد نقص. والأهم من ذلك، أن أبنائي يؤمنون بأنهم قادرون، بأفعالهم، على تغيير العالم. إنهم مليئون بالثقة. إنهم ليسوا محطمين ومحبطين مثل جيلي". وفقاً لدون بيريتز من جامعة بينغامتون، "بحلول نهاية عام 1987 لم يعد من الممكن السيطرة على الإحباط بين الشباب الفلسطيني، حتى من قبل ذوي العقول الهادئة من الجيل الأكبر سناً، أو " الوجهاء " التقليديين أو قوات الاحتلال مع تهديداتهم بالاستخدام المتزايد للقوة".

## السياسة الفلسطينية

### التحول في التكتيكات القومية الفلسطينية
وأشارت الصحافية البريطانية هيلينا كوبان إلى أن الانتفاضة نشأت كجزء من المرحلة الثالثة من التكتيكات القومية الفلسطينية. خلال المرحلة الأولى، من 1948 إلى 1967، تركزت التكتيكات القومية حول الآمال في التدخل الناجح من جانب الدول العربية المجاورة، بينما خلال المرحلة الثانية، من عام 1967 إلى 1982، تركزت التكتيكات القومية حول حرب العصابات التي تقودها منظمة التحرير الفلسطينية. وبحسب كوبان، فإن التكتيكات القومية، بعد فشل تلك المراحل، تحولت نحو "التنظيم المدني الجماهيري"، حيث أظهرت ثمانينيات القرن العشرين في الأراضي الفلسطينية "نمواً مطرداً في أنشطة التنظيم في جميع القطاعات وعلى جميع المستويات: المنظمات النسائية، والنقابات العمالية، والمنظمات المهنية، ومنظمات الإغاثة، والحركات الطلابية ـ أي نوع من التنظيم".
وفقًا لفرانشيسكو سافيريو ليوباردي من جامعة إدنبرة، كان هناك "تكاثر في النقابات العمالية والجمعيات الشعبية بسبب الدرجة العالية من المنافسة السياسية" بين الفصائل الفلسطينية في الثمانينيات، حيث كان كل فصيل يهدف إلى "تحقيق أكبر عدد ممكن من الأعضاء". وفقًا لإيان لوستيك ‏، "من خلال الانتشار على المستوى الشعبي، أنتجت هذه المنظمات ما يكفي من القادة الأكفاء في مناطق مختلفة كافية لإحباط السياسة الإسرائيلية المتمثلة في قطع رأس المنظمات الفلسطينية من خلال سجن أو ترحيل القادة الذين ظهروا على المستوى الوطني أو الإقليمي بانتظام".
شهد هذا التحول نحو التنظيم الجماهيري زيادة ملحوظة في عدد المظاهرات التي قام بها الفلسطينيون، حيث ذكرت آن ماري بيلوني من كلية الدراسات العليا البحرية أنه "في الفترة من عام 1977 إلى عام 1982، كان متوسط عدد هذه التظاهرات الاحتجاجية 500 تظاهرة سنويًا. ومن عام 1982 حتى بداية الانتفاضة، ارتفع المتوسط إلى ما بين 3000 و4000 تظاهرة سنويًا." ووفقًا لتوماس ل. فريدمان من صحيفة نيويورك تايمز، "بين عامي 1977 و1984، كانت هناك 11 تظاهرة فلسطينية داخلية مقابل كل هجوم خارجي. وفي عام 1985، أصبحت النسبة 16 إلى 1، وفي عام 1986 ارتفعت إلى 18 إلى 1."

### تراجع نفوذ منظمة التحرير الفلسطينية
وفقًا لفرانشيسكو سافيريو ليوباردي من جامعة إدنبرة، "بينما حاولت فتح والأردن كسب ولاء قيادة الأراضي الفلسطينية المحتلة، ركزت الفصائل اليسارية على تعزيز حضورها الشعبي بين الجماهير الفلسطينية. ساعد هذا النهج في إعادة ترتيب موازين القوى بين الفصائل الفلسطينية، مما حدّ من هيمنة فتح". ووفقًا لإيان لوستيك ‏، "دفع التنافس بين منظمة التحرير الفلسطينية والأردن، وفساد العديد من وكلائها في الأراضي، والنزاعات الفصائلية حول الاستراتيجية السياسية وصرف الأموال، والسياسات الإسرائيلية المتزايدة الصرامة، الفلسطينيين نحو أشكال جديدة من التعبئة."
وفقًا لنادية ناصر النجاب من جامعة إكستر وغسان الخطيب من جامعة بيرزيت، "طُردت منظمة التحرير الفلسطينية من لبنان عام 1982. وقد حدّ هذا من قدرتها الضعيفة والمحدودة أصلًا على دعم الفلسطينيين الذين يعيشون تحت الاحتلال. ولذلك، أوضحت محدودية الدعم الخارجي والوضع القائم داخل الأراضي المحتلة للفلسطينيين أنهم مسؤولون في نهاية المطاف عن تحديد مصيرهم". ووفقًا لآن ماري بيلوني من كلية الدراسات العليا البحرية، "تراجع الإيمان بالحل الذي تقوده جهات خارجية، مثل منظمة التحرير الفلسطينية، ومقرها تونس، والدول العربية" بحلول عام 1987.

### تراجع العلاقات الفلسطينية مع الدول العربية الأخرى
وقد اقترح المؤرخ مصطفى كبها أن "الأردن لعب أيضًا دورًا في إضعاف اقتصاد الأراضي وزيادة اعتمادها على إسرائيل"، مشيرًا إلى تخفيضات الحكومة الأردنية في دفع رواتب المعلمين الفلسطينيين وإغلاق اللجنة الحكومية الأردنية التي أشرفت على التبرعات من الدول العربية الأكثر ثراءً للفلسطينيين. وبحسب صحيفة نيويورك تايمز، ففي حين اندمج الفلسطينيون الأثرياء في الأردن في المجتمع الأردني، فإن "العديد من الفلسطينيين يقولون إنهم يعاملون كمواطنين من الدرجة الثانية"، وكان الإجماع بين اللاجئين الفلسطينيين الأكثر فقراً في الأردن هو "أن جميع اللاجئين الفلسطينيين يجب أن يعودوا إلى أرضهم في فلسطين".
وفقًا لدون بيريتز من جامعة بينغهامتون، كان هناك "شعور بالتخلي من العالم الخارجي" بين الفلسطينيين في أواخر الثمانينيات، "ولا سيما من جانب إخوانهم العرب، الذين لم يفعلوا الكثير لإنهاء " حرب المخيمات " الأخيرة في لبنان حيث حوصر الفلسطينيون، وكثير منهم أقارب أولئك الموجودين في الأراضي المحتلة، لأشهر من قبل حركة أمل الشيعية. لم تنتج قمة جامعة الدول العربية في عمان خلال نوفمبر 1987 سوى القليل من الدعم الواضح للفلسطينيين. وعلى الرغم من أن الاجتماع قد عُقد للتعامل مع حرب الخليج، إلا أن الفلسطينيين في الأراضي اعتبروا الاهتمام الثانوي الذي أولته لمشكلتهم بمثابة إهانة، ومحاولة لتجنب مواجهة القضية الفلسطينية بشكل مباشر". صرحت نادية ناصر نجاب من جامعة إكستر وغسان الخطيب من جامعة بيرزيت بأن الحرب العراقية الإيرانية "دفعت القضية الفلسطينية إلى أسفل قائمة الأولويات الإقليمية" للدول العربية، حيث ركزت قمة جامعة الدول العربية عام 1987 على "إدانة إيران وإعادة مصر إلى الصف العربي بعد طردها من جامعة الدول العربية لتوقيعها سلامًا منفردًا مع إسرائيل. شعر العديد من الفلسطينيين أن المجتمع الدولي والدول العربية الرئيسية قد تخلت عنهم".

### نمو الإسلاموية
وبحسب كينيث دبليو شتاين من جامعة إيموري، "في نصف العقد الذي سبق الانتفاضة، أصبحت المساجد والرموز الإسلامية بمثابة مراكز ومنصات للعمل السياسي"، و"ظهرت الفلسفات المرتبطة بجماعة الإخوان المسلمون في مصر بدرجة معينة من الأهمية في عدد قليل من المناطق الحضرية".

## السياسة الإسرائيلية

### الحكومة والجيش الإسرائيليين
وفقًا للصحفي الأمريكي الفلسطيني رمزي بارود، فإن التحالف الكبير بين الليكود وحزب العمل الإسرائيلي عقب الانتخابات التشريعية الإسرائيلية عام 1984 "شكّل أسوأ مزيج ممكن من وجهة نظر الفلسطينيين في الأراضي المحتلة. فبينما لعب إسحاق شامير وشمعون بيريز دور المتشدد و"حمامة" السلام على التوالي أمام المجتمع الدولي، أشرف كلا الرجلين وحكومتهما على إرث مشبع بالعنف والضم غير القانوني للأراضي الفلسطينية وتوسيع المستوطنات".
وبحسب معين رباني، "فشلت أجهزة الاستخبارات في توقعها ومنعها. ثم رفضت القيادة العسكرية العليا الاعتراف بنطاق وطبيعة المظاهرات الحاشدة، مما سهل تحولها إلى تمرد شعبي متماسك. وفي الأشهر والسنوات التالية، فشل الجيش الإسرائيلي، الذي لا يزال يتعافى من هزيمته في لبنان، باستمرار في قمع الانتفاضة أو حتى استعادة قوته الرادعة تجاه سكان الضفة الغربية وقطاع غزة".

### المناقشات الداخلية في إسرائيل
وبحسب إيتان عليمي من الجامعة العبرية في القدس، فإن "النظام السياسي الإسرائيلي بعد عام 1967 دخل في صراع داخلي عميق حول الوضع المستقبلي للأراضي، والذي تطور تدريجياً إلى أزمة على مستوى النظام بأكمله، أي إلى انقسام اجتماعي سياسي، مما قوض أسس إطار النظام وقواعد سلطته، وتجلى ذلك في تصاعد العنف السياسي، وانعدام الثقة في النظام، وانتهاك غير مسبوق لسيادة القانون"، وهو صراع داخلي "أدركه الفلسطينيون بشكل جماعي باعتباره فرصة لزيادة الخلاف".

### الاستيطان الإسرائيلي في الأراضي الفلسطينية
وقد تم الاستشهاد بمعدل الاستيطان الإسرائيلي المتزايد في الأراضي الفلسطينية كعامل مهم ساهم في اندلاع الانتفاضة الأولى، وخاصة بسبب المخاوف بين السكان الفلسطينيين من أن الاستيطان المتزايد من شأنه أن يؤدي في النهاية إلى طردهم من فلسطين.
في عام 1988، صرّح دون بيريتز من جامعة بينغهامتون بأنّ "عدد سكان الأراضي المحتلة يتزايد بوتيرة سريعة، أسرع مما توقعه علماء الديموغرافيا الفلسطينيون أو الإسرائيليون، مما أدى إلى ازدحام القرى والبلدات ومخيمات اللاجئين. وقد تفاقمت ضغوط الحياة الخانقة في هذه البيئة الضيقة بسبب السياسات التي تقيّد توسع المناطق الحضرية العربية، ووضعت نحو 50% من الأراضي ومعظم مصادر المياه تحت السيطرة الإسرائيلية، وغالبًا ما تكون في متناول المستوطنين اليهود الجدد". ووفقًا لمعين رباني من معهد الدراسات الفلسطينية وليزا حجار ‏ من جامعة كاليفورنيا، سانتا باربرا، بحلول عام 1988، "كان هناك 2500 مستوطن يهودي في غزة، أي ما يعادل 0.4% من إجمالي سكان غزة. ويستهلك هؤلاء المستوطنون اليهود 19 ضعفًا من المياه للفرد الواحد مقارنةً بجيرانهم الفلسطينيين. ويبلغ متوسط مساحة كل مستوطن 2.6 فدان؛ بينما يبلغ متوسط مساحة كل فلسطيني في غزة 0.006 فدان."
وفقًا لمارك د. تشاني من صحيفة نيويورك تايمز، "في البداية، حاولت حكومات حزب العمال حصر نمط الاستيطان في نمط يعكس المخاوف الأمنية أكثر من ارتباطه بالتاريخ، مما بدا وكأنه يفسح المجال للتسوية الإقليمية. بعد عام ١٩٧٧، عندما تولت كتلة الليكود اليمينية السلطة، تم تشجيع الجماعات التي تسعى إلى الاحتفاظ بجميع الأراضي المحتلة كجزء من أرض إسرائيل القديمة".

### العلاقات بين القيادتين الإسرائيلية والفلسطينية
وفقًا لنادية ناصر النجاب من جامعة إكستر وغسان الخطيب من جامعة بيرزيت، بحلول عام 1987، "كان الاحتلال قائمًا منذ عقدين من الزمن، ولم يكن هناك أي حل في الأفق. رفض السياسيون الإسرائيليون الاعتراف بالممثلين السياسيين الفلسطينيين، ناهيك عن إشراكهم. اعتبر سياسيون من حزب العمل الإسرائيلي الأكثر اعتدالًا، مثل رابين وشمعون بيريز، ما يسمى خيار الأردن (حيث تقبل الأردن المسؤولية عن بعض الأراضي المحتلة بدلاً من دولة فلسطينية) الخيار الأكثر واقعية لحل الصراع".
أشار توماس ل. فريدمان من صحيفة نيويورك تايمز إلى الصحفي الفلسطيني إبراهيم قراعين في ديسمبر/كانون الأول 1987: "عندما كان القوميون المعتدلون من جيله لا يزالون يحكمون الضفة الغربية كرؤساء بلديات أو في مناصب قيادية أخرى، قال السيد قراعين إنهم كانوا بمثابة حاجز بين إسرائيل والأصوليين الأكثر تطرفًا وتدينًا بين الفلسطينيين. وعندما وقعت اضطرابات، كانوا يتوسطون بين السلطات الإسرائيلية والشباب لتهدئة الأمور. أما الآن، فقد طُردت هذه المجموعة العازلة أو فُصلت. في الأسبوعين الماضيين، عندما استدعى الجيش الإسرائيلي القادة الفلسطينيين الذين عيّنهم مكان القوميين المعتدلين في الضفة الغربية وطلب منهم التهدئة، لم يتمكن هؤلاء "القادة" من ممارسة أي تأثير". وفقًا لمارك د. تشاني من صحيفة نيويورك تايمز، "يؤكد الإسرائيليون أن المعتدلين العرب الذين قد يوافقون على الاعتراف بحق إسرائيل في الوجود مقابل وطن يُقتطع من الأراضي المحتلة قد شعروا بالترهيب بسبب شعبية المواقف المتشددة لمنظمة التحرير الفلسطينية. يفضل الإسرائيليون دولة اتحادية مع الأردن، وليس دولة مستقلة. يقول الفلسطينيون المعتدلون إن سياسات الاحتلال الإسرائيلي منعت ظهور قادة معتدلين يتمتعون بشعبية."

### سجن الفلسطينيين من قبل إسرائيل
كتب دون بيريتز من جامعة بينجهامبتون في عام 1988 أن "لقد تم تسييس السخط على تدهور الأوضاع الاقتصادية والاجتماعية في ما وصفته الصحافة الإسرائيلية بـ"مدارس الكراهية": السجون ومراكز الاحتجاز الإسرائيلية حيث تم احتجاز عشرات الآلاف لفترات تتراوح من يوم واحد إلى عقد أو أكثر. ووفقًا للمؤرخ مصطفى كبها، "خلال الفترة من 1967 إلى 1985، اعتقلت إسرائيل ما يقرب من 250 ألف شخص، 40 في المائة منهم احتجزوا لأكثر من ليلة واحدة."
وفقًا لفرانشيسكو سافيريو ليوباردي من جامعة إدنبرة، "أدى تزايد أعداد النشطاء المعتقلين، ولا سيما منذ إطلاق سياسة القبضة الحديدية عام 1985، إلى تحويل السجون الإسرائيلية إلى مدارس سياسية حقيقية، حيث نظم المعتقلون أنفسهم وفقًا لانتماءاتهم السياسية. وتلقى المعتقلون الأصغر سنًا تدريبًا على يد نشطاء أكثر خبرة في الأيديولوجية وأنشطة المقاومة وهيكلية الحركة الوطنية الفلسطينية. وهكذا، شكلت السجون الإسرائيلية جيلًا جديدًا من القادة، الجيل الذي شكل العمود الفقري للانتفاضة".

## السياسة العالمية
يضع إيان لوستيك ‏ الانتفاضة الأولى في سياق الموجة الثالثة من الديمقراطية، قائلاً إنها كانت "الأولى من بين العديد من التحديات الجماهيرية غير القانونية وغير العنيفة أو شبه العنيفة التي واجهتها هياكل الحكم غير الديمقراطية والتي اندلعت على الساحة العالمية في نهاية الثمانينيات. اندلعت الاحتجاجات في الجزائر والأردن عام 1988. وظهرت التعبئة الجماهيرية لاحقًا في بورما، ودول البلطيق، ومعظم دول شرق أوروبا عام 1989، ثم في الصين وجنوب إفريقيا وكينيا، وفي العديد من الجمهوريات المكونة للاتحاد السوفييتي السابق".
وبحسب إيريكا جي. ألين، فإن الانتقادات الدولية للغزو الإسرائيلي للبنان عام 1982 أدت إلى افتراض بين الفلسطينيين مفاده أنه "بالنسبة للبيئة الدولية في السبعينيات وأوائل الثمانينيات، فإن المبادرة الفلسطينية ضد الاحتلال الإسرائيلي في أواخر الثمانينيات من المرجح أن تؤدي إلى شكل من أشكال الاستجابة الدولية الإيجابية، أو على الأقل غير المعادية بشكل علني".

## حوادث محددة
وقد استشهد الجنرال الإسرائيلي إسحاق مردخاي، رئيس القيادة الجنوبية عندما اندلعت الانتفاضة الأولى، باتفاقية جبريل لتبادل الأسرى عام 1985، ومقتل قائد الشرطة العسكرية الإسرائيلية في قطاع غزة في أغسطس/آب 1987 على يد حركة الجهاد الإسلامي في فلسطين، والهجوم المفاجئ ليلة الطائرات الشراعية الذي نفذته الجبهة الشعبية لتحرير فلسطين – القيادة العامة على قاعدة عسكرية إسرائيلية في نوفمبر/تشرين الثاني 1987، باعتبارها حوادث ساهمت في اندلاع الانتفاضة. وبحسب مردخاي، "ارتفعت الروح المعنوية بين الفلسطينيين بشكل ملحوظ، كما ارتفعت استعداداتهم لمواجهة جنود الجيش".